# Suzuki Zenkō
Suzuki Zenkō (鈴木 善幸 Linh Mộc Thiện Hạnh, 11 tháng 1 năm 1911 – 19 tháng 7 năm 2004) là chính trị gia người Nhật và là Thủ tướng Nhật Bản từ 17 tháng 7 năm 1980 đến 27 tháng 11 năm 1982.

## Tiểu sử
Suzuki sinh ngày 11 tháng 1 năm 1911, Yamada, tỉnh Iwate, con trai cả của một chủ sở hữu ngư nghiệp. Ông tốt nghiệp Đại học Thủy sản Tokyo vào năm 1935.
Khi còn là sinh viên, ông đã tranh luận tại một cuộc thi hùng biện đặt câu hỏi về tính tiền hiện đại của hệ thống dựa trên mạng và bị từ chối việc làm vì khuynh hướng tư tưởng của mình (Suzuki bị cho là có hệ tư tưởng cộng sản).
Sau khi tốt nghiệp Đại học Thủy sản Tokyo, ông trở thành thư ký của Itani Ichijiro, chủ tịch Hiệp hội Ngành Thủy sản Nhật Bản, người được cho là người đứng đầu ngành thủy sản Nhật Bản, đồng thời làm việc cho Liên đoàn Công đoàn Nghề cá Quốc gia và Tỉnh Iwate. Hiệp hội Nghề cá, sau đó là Hội Nghề cá Trung ương, giữ chức vụ Phó Giám đốc Sở Kế hoạch. Năm 1944, trong Chiến tranh Thái Bình Dương, ông được biên chế vào một trung đoàn bộ binh ở tỉnh Akita và trải qua ba tháng huấn luyện, nhưng tiểu đội trưởng của ông nói: “Anh sẽ làm những công việc đánh cá quan trọng, chẳng hạn như giao hàng và thu thập hải sản.” Ông đã giải ngũ và trở lại chức vụ cũ.

## Sự nghiệp

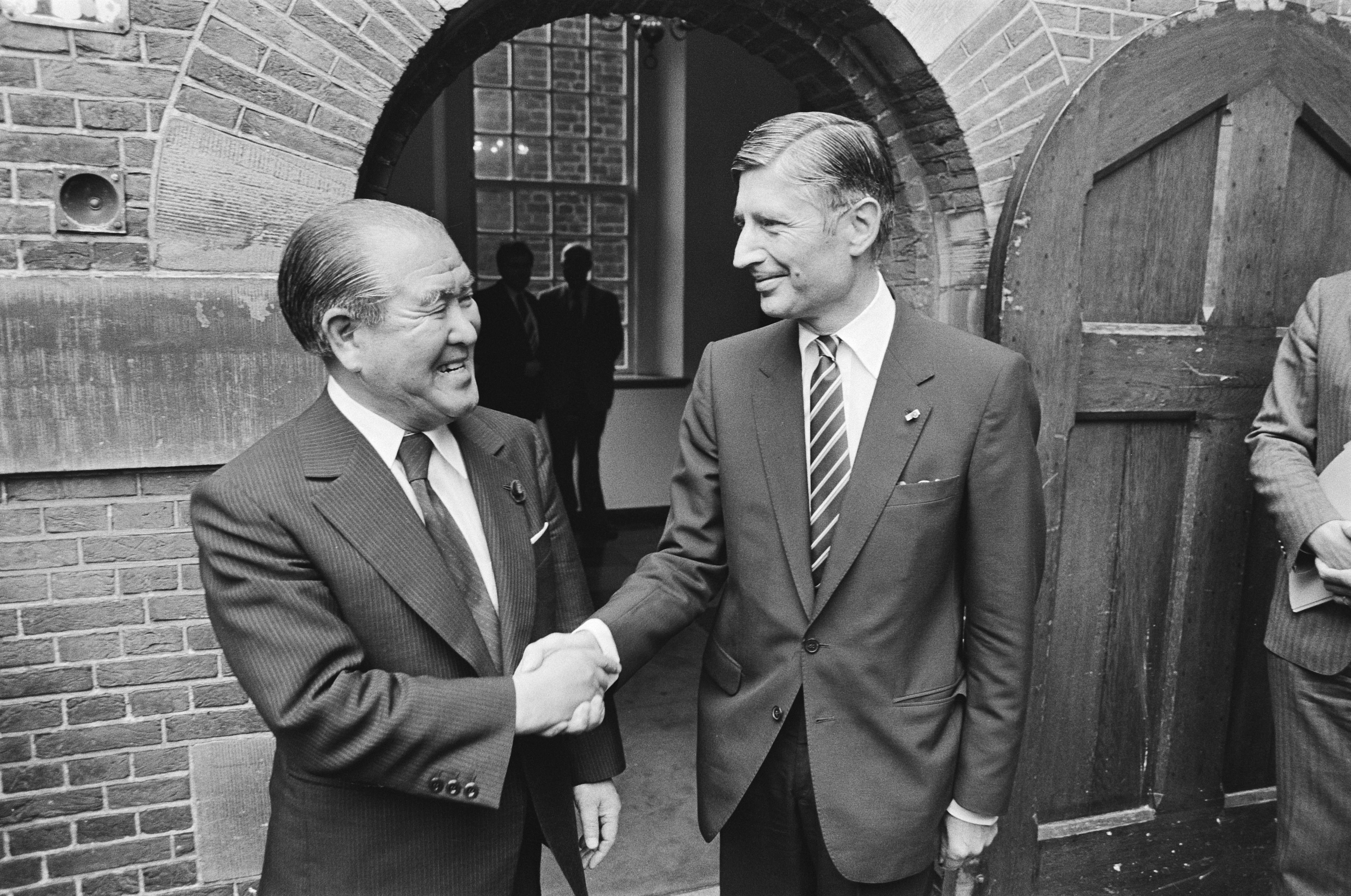
với Dries van Agt (18 tháng 6 năm 1981)

Suzuki gia nhập Đảng Tự do vào năm 1948 và giúp hợp nhất nó với một đảng cánh hữu khác để thành lập Đảng Dân chủ Tự do (LDP) năm 1955. Ông là Bộ trưởng Bộ Y tế từ năm 1965 đến năm 1966 và Bộ trưởng Bộ Nông nghiệp và Thủy sản từ năm 1976 đến năm 1977.
Suzuki được bổ nhiệm làm Thủ tướng sau cái chết đột ngột của Ōhira Masayoshi, người qua đời vì đau tim trong một chiến dịch tổng tuyển cử. Cuộc bỏ phiếu thông cảm sau cái chết của Ohira đã dẫn đến một chiến thắng vang dội đối với LDP cầm quyền, trao cho Suzuki quyền chiếm đa số tại Chúng nghị viện lớn nhất mà bất kỳ Thủ tướng nào cũng được hưởng trong nhiều năm. Ông quyết định không tái tranh cử chức chủ tịch LDP vào năm 1982, và được kế nhiệm bởi Nakasone Yasuhiro.
Vào ngày 12 tháng 6 năm 1981, Tham vấn về các vấn đề an ninh Nhật-Mỹ được tổ chức tại Honolulu, và phía Mỹ yêu cầu Nhật Bản xem xét lại Đề cương chương trình phòng thủ và tiếp tục phòng không, tác chiến dọc vùng biển 1000 hải lý làn đường.Một yêu cầu đã được đưa ra trong hơn hai tháng năng lực. Vào ngày 19 tháng 6, Bộ trưởng Ngoại giao Sonoda Nao đã gặp Ngoại trưởng Hoa Kỳ Alexander Haig tại ASEAN cuộc họp mở rộng của các bộ trưởng ngoại giao ở Manila. Chúng tôi đã thông báo với họ rằng điều đó sẽ khó khăn do tình hình hiện tại. Ngày hôm sau, 20, Sonoda được các phóng viên tập trung trong phòng khách sạn của ông hỏi về sự khác biệt giữa Nhật Bản và Hoa Kỳ, và ông đã trả lời tuyên bố chung Suzuki-Reagan trước đó bằng cách nói, "Tuyên bố này không phản ánh Thủ tướng Chính phủ. Ý định của Bộ trưởng Suzuki. Điều này khác với một thỏa thuận hay một biên bản ghi nhớ. Nó không có hiệu lực ràng buộc về mặt ngoại giao, tuyên bố được đăng trên báo chí và các phương tiện truyền thông khác, gây ra vấn đề lớn. Sonoda đã tổ chức họp báo khẩn cấp và đưa ra lời giải thích nhưng điều này khiến Mỹ mất niềm tin vào Nhật Bản. Những thất bại liên tục của bộ đôi Suzuki-Sonoda trong ngoại giao với Hoa Kỳ, cùng với các vấn đề như Liên minh Nhật-Mỹ và Ba nguyên tắc phi hạt nhân, đã bị các nhà phê bình như Komuro Naoki chỉ trích gay gắt.
Ông phục vụ trong một thời kỳ bất ổn; các thành viên nội các thường xuyên thay đổi, và các đảng phái thường bị chia rẽ bởi chính trị phân tán. Kỹ năng ngoại giao của ông đã cho phép ông làm chủ tịch hội đồng điều hành đảng của mình mười lần, giành được sự ủng hộ trong thời kỳ đầu khởi nghiệp. Bất chấp chính sách đối ngoại của ông khi còn là thủ tướng, ông sau đó đã giúp thúc đẩy quan hệ đối ngoại với Hoa Kỳ, trong hội nghị thượng đỉnh năm 1988 với Ronald Reagan.